# Magnolia pubescens
Espèce
Statut de conservation UICN

 DD  : Données insuffisantes
Magnolia pubescens est une espèce de plantes à fleurs de la famille des Magnoliaceae. C'est un arbre trouvé aux Philippines.

## Description
C'est un arbre.

## Répartition et habitat
Cette espèce est endémique de l'île de Mindanao aux Philippines.